# CIELAB 색 공간

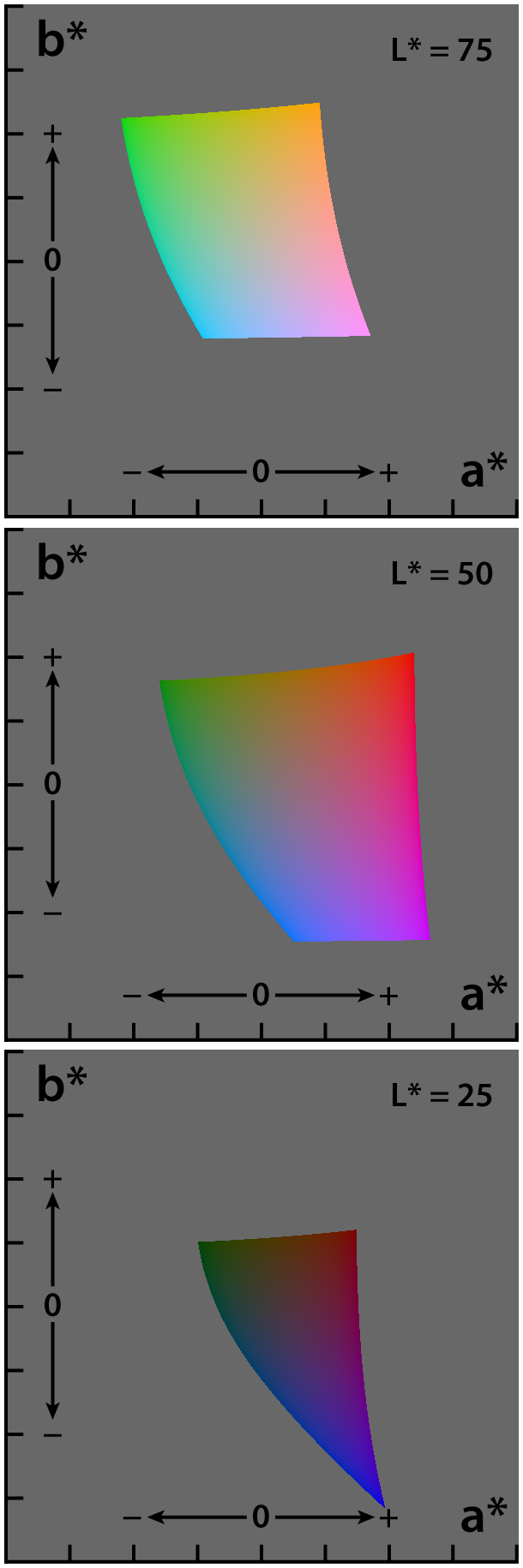
CIE 1976 (L*, a*, b*) 색 공간 (CIELAB) 가운데, sRGB에 해당하는 영역만을 보여주는 그림. 각 사각형은 -128에서 128까지의 영역을 나타낸다.

Lab 색 공간은 인간 시각의 길항 이론에 의거하여, CIE XYZ 색 공간을 비선형 변환하여 만들어진 색 공간이다.
원래 Lab 색 공간이라는 용어는 Hunter 1948 Lab 색 공간을 가리켰으나, 현대에 들어 CIE 1976 L*a*b* 색 공간을 가리키게 되었다. 두 색 공간 모두 인간의 색채 지각에 대한 연구를 바탕으로 한 CIE XYZ 색 공간을 변환하여 만들어졌다. 두 색 공간의 차이는, Hunter 1948 색 공간은 2차함수를 바탕으로 한 변환이며, CIE 1976 색 공간은 3차함수를 바탕으로 한 변환이라는 차이가 있다. 또한, 양쪽 모두 먼셀 색 체계에 영향을 받아, XYZ 색 공간보다 균일한 색 체계를 목표로 하였다. 여기서 균일한 색 체계는, 색 공간에서 같은 거리만큼 떨어진 색채가, 인간의 눈에 같은 크기만큼의 색 차이로 인지되는 것을 목표로 했다는 의미이다.
Lab 색 공간은 XYZ에서 정의된 흰색에 대한 상대값으로 정의되어 있다. 따라서 흰색의 값에 따라 서로 다른 색을 가리킬 수 있다. 보통 CIE 표준 광원인 D50이 많이 쓰이지만, 환경에 따라 서로 다른 광원을 사용할 수 있다.
L*a*b* 색 공간은 RGB나 CMYK가 표현할 수 있는 모든 색역을 포함하며, 인간이 지각할 수 없는 색깔도 포함하고 있다.

## 장점
Lab 색 공간의 가장 큰 장점은 RGB나 CMYK와 달리 매체에 독립적이라는 것이다. 디스플레이 장비나 인쇄 매체에 따라 색이 달라지는 색 공간과 달리 L*a*b* 색 공간은 인간의 시각에 대한 연구를 바탕으로 정의되었다. 특히 휘도 축인 L 값은 인간이 느끼는 밝기에 대응하도록 설계되었다.
Lab 색 공간의 색역은 컴퓨터 디스플레이나 인쇄 매체는 물론 인간이 지각할 수 있는 색 영역보다도 훨씬 크다. 따라서 RGB나 CMYK보다 더 정밀한 값으로 표현해야 한다. 80년대까지 대부분의 이미지 포맷은 8비트만을 지원하였으므로 Lab 색 공간을 표현하기에 부적합했으나, 지금은 대부분의 포맷이 16비트 이미지를 지원하므로 이러한 문제가 없다.

## CIE L*a*b*
CIE L*a*b* 색 공간에서 L* 값은 밝기를 나타낸다. L* = 0 이면 검은색이며, L* = 100 이면 흰색을 나타낸다. a*은 빨강과 초록 중 어느쪽으로 치우쳤는지를 나타낸다. a*이 음수이면 초록에 치우친 색깔이며, 양수이면 빨강/보라 쪽으로 치우친 색깔이다. b*은 노랑과 파랑을 나타낸다. b*이 음수이면 파랑이고 b*이 양수이면 노랑이다.
또한, 인간의 색 지각이 비선형이라는 연구 결과에 따라, L*a*b* 색 공간은 실제 빛의 파장과 비선형적 관계를 갖는다. 또한 L*a*b* 공간에서 서로 다른 두 색의 거리는 인간이 느끼는 색깔의 차이와 비례하도록 설계되었다.
RGB 및 CMYK 색 공간은 매체에 독립적이지 않기 때문에, 이들 색 공간을 L*a*b* 색 공간으로 변환하려면 먼저 sRGB나 어도비 RGB 등의 절대 색 공간으로 변환해야 한다.

## CIEXYZ 와의 관계

### 변환
{\displaystyle {\begin{aligned}L^{\star }&=116f(Y/Y_{n})-16\\a^{\star }&=500\left[f(X/X_{n})-f(Y/Y_{n})\right]\\b^{\star }&=200\left[f(Y/Y_{n})-f(Z/Z_{n})\right]\end{aligned}}}
여기서 f(t)는 다음과 같다.
{\displaystyle f(t)={\begin{cases}t^{1/3}&{\text{if }}t>({\frac {6}{29}})^{3}\\{\frac {1}{3}}\left({\frac {29}{6}}\right)^{2}t+{\frac {4}{29}}&{\text{otherwise}}\end{cases}}}
Xn, Yn 및 Zn 은 CIE XYZ를 표준 흰색에 대해 정규화한 값이다.

### 역변환
역변환은 위의 'f 함수의 역을 취하여 계산할 수 있다.
{\displaystyle {\begin{aligned}Y&=Y_{n}f^{-1}\left({\tfrac {1}{116}}\left(L^{*}+16\right)\right)\\X&=X_{n}f^{-1}\left({\tfrac {1}{116}}\left(L^{*}+16\right)+{\tfrac {1}{500}}a^{*}\right)\\Z&=Z_{n}f^{-1}\left({\tfrac {1}{116}}\left(L^{*}+16\right)-{\tfrac {1}{200}}b^{*}\right)\\\end{aligned}}}
{\displaystyle f^{-1}(t)={\begin{cases}t^{3}&{\text{if }}t>{\tfrac {6}{29}}\\3\left({\tfrac {6}{29}}\right)^{2}\left(t-{\tfrac {4}{29}}\right)&{\text{otherwise}}\end{cases}}}
여기서, t는 각각 X/Xn, Y/Yn, Z/Zn을 의미한다.

## 같이 보기
- RGB
- CMYK